# Xarifa
Xarifa is een geslacht van kevers uit de familie van de klopkevers (Anobiidae).

## Soorten
- Xarifa insularis Fall, 1905
- Xarifa lobata Fall, 1929